# Diatraea castrensis
Diatraea castrensis là một loài bướm đêm trong họ Crambidae.